# Manurhin F1/X1 Spécial Police
 (novembre 2017).
Si vous disposez d'ouvrages ou d'articles de référence ou si vous connaissez des sites web de qualité traitant du thème abordé ici, merci de compléter l'article en donnant les références utiles à sa vérifiabilité et en les liant à la section « Notes et références ».

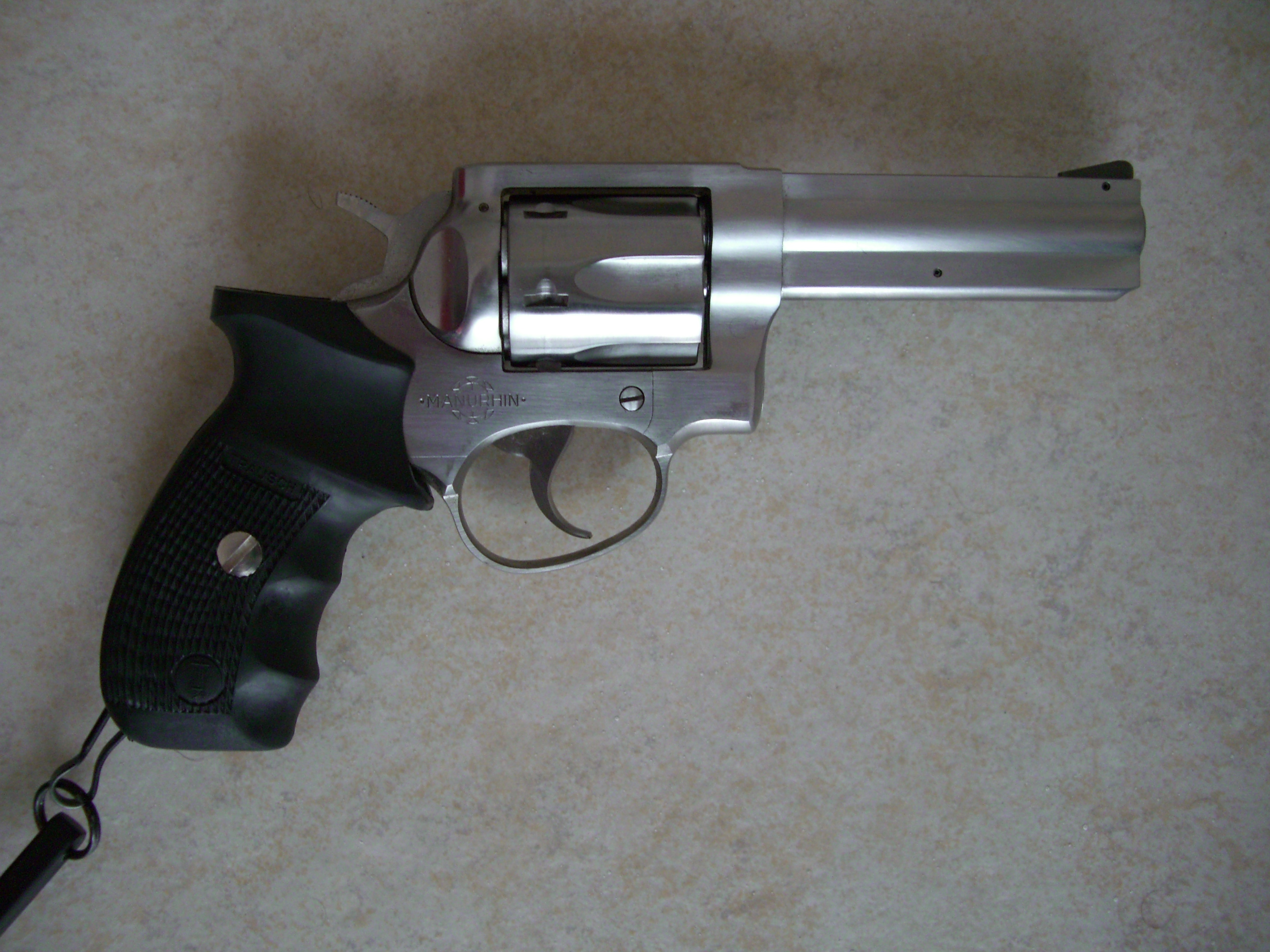
Le Manurhin X1 357 Magnum (en inox) utilisé par les motards de la Police nationale française entre 1985 et 2002.

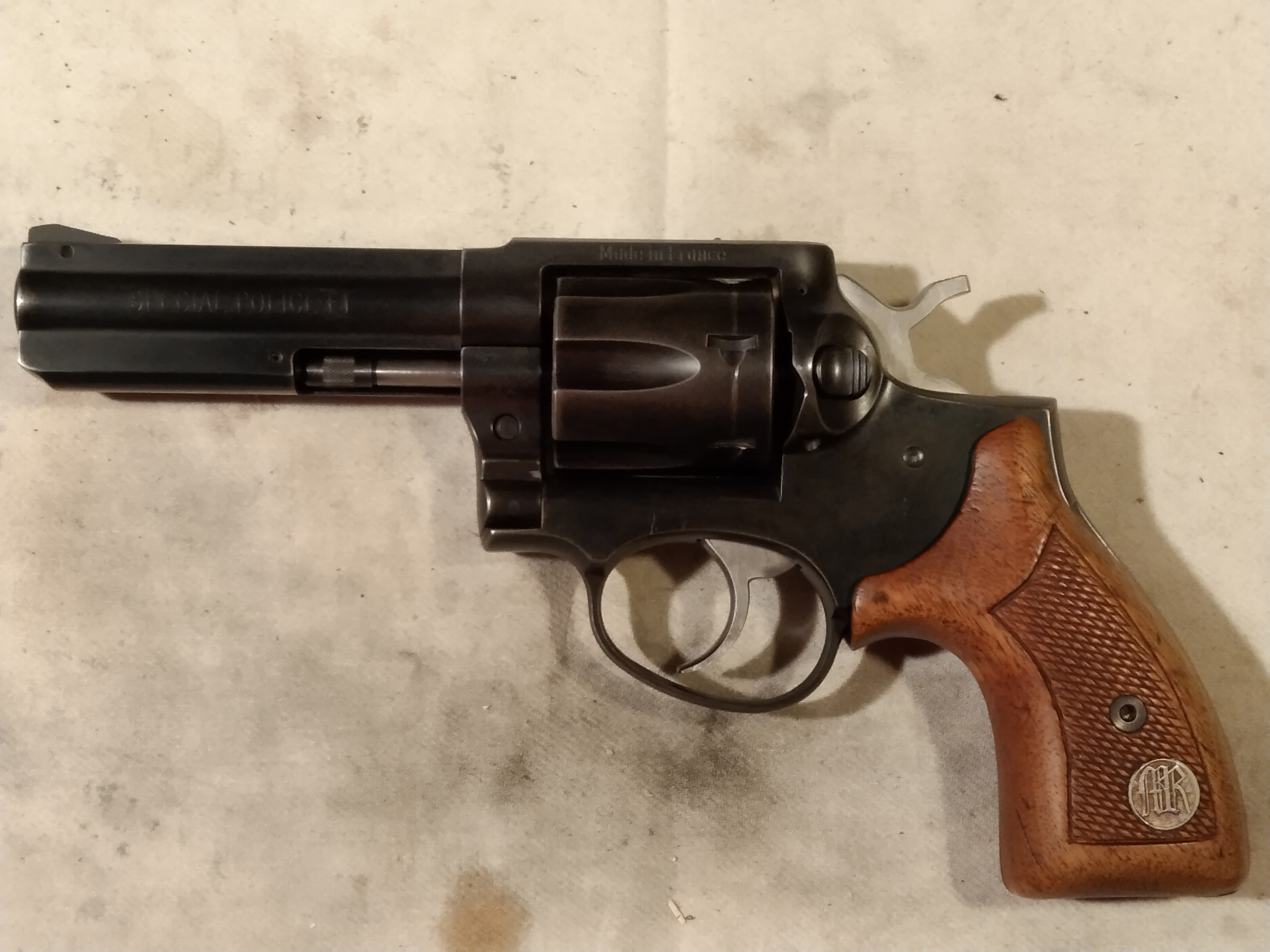
Version bronzée, canon de 4 pouces; plaquettes de poignée en bois avec le logo Manurhin.

Le Manurhin Special Police est un modèle de révolver en service dans la police française de 1983 à 2003 sous le nom de Manurhin F1/X1. Issu du RMR, il a remplacé le MR 73 jugé trop cher par la police et a été à son tour remplacé par le Sig-Sauer SP 2022.
Il existe une version commerciale, le Manurhin MR 88 (MR 88), qui  depuis 1998, est toujours fabriquée par Chapuis Armes.
Produit à partir de 1983, le Manurhin F1 remplaça les pistolets en calibre 7,65mm Browning (Unique Rr51, MAB D et FN 10/22) comme arme de dotation des policiers nationaux.
Les pistolets en 7,65mm étaient vieillissants, et la munition 7,65mm Browning manquait de puissance face à celles des truands (.45 ACP, 9mm Parabellum, .38 Special et .357 Magnum).
Ainsi, pendant plus de vingt ans, le Manurhin F1/F1 devint l'arme de service de la majorité des policiers français, à l'exception de certaines unités spéciales et des volontaires du service national/ adjoints de sécurité, ces derniers étant armés de l'Unique Rr51.
Manurhin cessa de produire le revolver F1 en 1998, date à laquelle Chapuis Armes prends le relais.
En 2006, certains policiers étaient encore armés du Manurhin F1.

## Données techniques duF1/X1
- Matériaux :
  - F1 : acier au chrome
  - X1 : acier inoxydable
- Mécanisme : double action.
- Calibre : .357 Magnum/.38 Special.
- Longueur : 20,7 cm à 22,3 cm selon la longueur du canon.
- Longueur du canon :  7,3 cm ou 10,2 cm (3 ou 4 pouces).
- Poids non chargé : 0,94 kg/1,005 kg selon la longueur du canon.
- Capacité : 6 coups.

## Diffusion
Le Special Police fut utilisé par la Police nationale dans les années 1980, 1990 et 2000 :
- le F1 était en service chez les gardiens de la paix, les enquêteurs des DCPJ et les DPJ de DRPJ Paris.
- le X1 était réservé aux 6 unités motocyclistes zonales des CRS et à celles de  la Préfecture de police de Paris.

La très grande majorité des Manurhin F1 se voyaient munis d'un canon de trois pouces.
À la même époque, les personnels féminins perçurent le cousin  du X1  et du MR 73 sous la forme du Manurhin Remora 5 (diffusion limitée) et surtout du Ruger SP 101 (10 000 armes livrées par Ruger dans les années 1990).
À la suite des attentats de 2015, l'État français prête (ou donne) près de 4 000 revolvers Manurhin F1 provenant des stocks de la police nationale aux polices municipales en faisant la demande.
La police municipale de Marseille est la plus importante des unités à recevoir cette arme.

## Accessoires
Un holster fut créé pour porter le Manurhin F1 à la ceinture, il s'agissait d'un holster "articulé"/ (swivel holster) à double rétention en cuir noir avec une pochette pour transporter les cartouches. Ce modèle, de marque Scorpion, fut réalisé par Daniel Fichepain.
Cependant, les holsters de type swivel étaient déjà critiqués par certains policiers américains à la même époque, qui les considéraient comme totalement obsolètes.
Un porte-cartouches d'une capacité de six munitions était fourni, également de marque Scorpion.
Les speedloaders n'étaient pas autorisés, sauf dans certaines unités comme le RAID et la BRB. Néanmoins, certains policiers en achetaient avec leurs deniers personnels.
Enfin, une dragonne était souvent fournie, notamment aux motards.

## Apparition dans la culture populaire française
- Le commissaire Navarro et ses mulets utilisent le F1 de même que les adjoints de Julie Lescaut.

## Sources
1. ↑  Géraldine Bovi-Hosy, « 4000 revolvers de la police nationale mis à disposition des policiers municipaux », 11 mai 2015 (consulté le 27 janvier 2024)
2. ↑  Steven L. Campbell, « Police Duty Holsters », American Handgunner, vol. 8, no 42,‎ septembre-octobre 1983
3. ↑  Entretien de l'auteur avec des policiers ayant eu le Manurhin F1 comme arme de service.